# Wings of Prey
Wings of Prey ist eine Action-Flugsimulation aus dem Hause Gaijin Entertainment. Ab dem 8. Januar 2010 war das Spiel als Steam-Download erhältlich, seit dem 28. Mai 2010 ist es auch im stationären Handel erhältlich. Das Spiel basiert auf berühmten Luftschlachten des Zweiten Weltkriegs. Wings of Prey ist direkter Ableger des Xbox-360-Spiels Birds of Prey. Wings of Prey gehört zur IL-2-Sturmovik-Serie.

## Spielprinzip
In Wings of Prey steuert man ein Flugzeug durch Schlachten des Zweiten Weltkriegs, wie die Luftschlacht über Stalingrad oder Luftschlacht um England. Das Spiel kann mit der Tastatur oder alternativ mit einem Gamecontroller gesteuert werden.
Die Missionen sind oft in mehrere Missionsziele unterteilt, die es alle abzuarbeiten gilt. Ebenfalls kann man während der Missionen sekundäre Missionsziele erfüllen, welche die Möglichkeit für Extrapunkte bieten.

### Schwierigkeitsgrad
In Wings of Prey ist der Schwierigkeitsgrad nicht wie in anderen Spielen in Leicht, Mittel und Schwierig aufgeteilt, sondern in Arcade, Realistisch und Simulation. Hierbei unterscheiden sich weder Feindstärke noch Missionsziele. Nur die Steuerung des Flugzeugs und die Widerstandsfähigkeit der Flugzeuge unterscheiden sich. Arcade ist der einfachste, Realistisch der mittlere und Simulation der höchste Schwierigkeitsgrad.

## Kampagnen
- Luftschlacht um England
- Luftschlacht über Stalingrad
- Invasion Siziliens
- Kessel von Korsun
- Ardennenoffensive
- Schlacht um Berlin

## Multiplayer
Das Spiel bietet einen umfangreichen Mehrspieler-Modus, bei dem man mit mehreren Spielern gegeneinander antreten kann. Es gibt ferner einen Spielmodus „Dogfight“, bei dem man so viele Gegner wie möglich abschießen muss.

## Pressespiegel
- GameStar (75 % – 04/2010)

Für ein Actionspiel kommt das Story-Drumherum oft zu kurz, Fans von Hardcore-Simulationen werden hingegen den Anspruch der Vorgänger vermissen. Christian Schneider
- eXp.de (70 %)

Trotzdem konnte ich mit „Wings of Prey“ einige nette Stunden über den Wolken verbringen. Spaß macht das Ganze schon und die Action stimmt ebenfalls. Michael Hoss

## Wings of Luftwaffe
Das erste Add-On enthielt zehn neue Missionen und einen Koop-Modus. Es erschien am 27. März 2010 ausschließlich auf yuplay.
In Wings of Luftwaffe übernimmt man die Rolle eines deutschen Piloten im Zweiten Weltkrieg. Es existieren 44 neue Lackierungen („skins“) für bisherige Flugzeuge sowie zwei ganz neue Flugzeuge.